# Niagara (Oregon)
Niagara az Amerikai Egyesült Államok északnyugati részén, Oregon állam Marion megyéjében elhelyezkedő önkormányzat nélküli település.
A térség gátja az Oregoni Egyetem kutatása szerint az 1890-es évektől 1904 novemberéig üzemelt.

## Fordítás
- Ez a szócikk részben vagy egészben  a   Niagara, Oregon című angol Wikipédia-szócikk ezen változatának fordításán alapul.  Az eredeti cikk szerkesztőit annak laptörténete sorolja fel. Ez a jelzés csupán a megfogalmazás eredetét és a szerzői jogokat jelzi, nem szolgál a cikkben szereplő információk forrásmegjelöléseként.